# كوت عبد الله (مدينة)
كوت عبد الله هي مركز مقاطعة كارون في محافظة خوزستان جنوبي جمهورية إيران الإسلامية. كانت تسمي سابقا بـ كوت عبد الله وتضم الآن قرى خزامي، درويش آباد، شريعتي يك، كوت النواصر، كوي منتظري، غاوميش آباد، غندمكار وهادي آباد. عدد سكان مدينة كارون في سنة 2006 كان 64,546 في 11,853 مسكن.

## شخصيات من المدينة
محمد الأمير (مندوب الاحواز بالبرلمان)
كمال سلمان العنزي (مفكر وفيلسوف)